# クリスティアン・アルンスタッド
クリスティアン・フレデリク・モルト・アルンスタッド（Kristian Fredrik Malt Arnstad, 2003年9月7日 - ）は、ノルウェー・オスロ出身のサッカー選手。ベルギー・ファースト・ディビジョンA・RSCアンデルレヒト所属。ポジションはMF。

## クラブ経歴
スターベクIFなどのユースを経て、2019年9月15日にRSCアンデルレヒトと契約。翌2020年にトップチームに昇格。10月4日のクラブ・ブルッヘ戦で先発で起用されプロデビュー。90分間フル出場するも、試合は0-3で敗れた。

## 代表歴
プロデビュー前の2018年から、ユース世代のノルウェー代表に招集されている。